# Holbrook, Massachusetts
Holbrook är en ort i Norfolk County i delstaten Massachusetts, USA.